# ACE K-1 Biplane
L'ACE K-1 Biplane est un biplan de sport monoplace à ailes inégales. L'avion fut dessiné par Alexander Klemin et N.W.Dalton, visiblement inspirés par les chasseurs allemands de la Première Guerre mondiale. Construit entièrement en bois, le prototype fut réalisé à l’ACE Flying Field, en bordure de Central Park, avec un moteur de Ford T, rapidement remplacé par un moteur ACE. 8 exemplaires furent vendus par Aircraft Engineering Corp au prix initial de 2 500 U$ ; Les appareils produits en 1920 subirent quelques modifications par rapport au prototype : Semelles de mâts d’entreplan élargies, fuselage modifié avec un moteur complètement caréné, voilure repliable d’envergure réduite. Modifications justifiant semble-t-il une augmentation du prix de 500 U$. Un ACE K-1 Biplane se fit particulièrement remarquer dans la presse de l’époque, C.V. Pickup se posant sur Clay Street, en plein centre d’Oakland, Californie, le 22 janvier 1920, pour des raisons publicitaires.
En 1954/55 L.T. Lowery a restauré un ACE K-1 Biplane à San Francisco. Immatriculé [N69097], il vole régulièrement dans le ciel californien depuis juillet 1955.

## Keane Ace
Bien que les droits de production et l’outillage relatifs au ACE K-1 Biplane aient été rachetés en 1921 par Horace Keane, aucun appareil de ce type ne semble être sorti de l’usine Keane Aeroplanes de North Beach (San Francisco), à Long Island.

## Ace 200
Exemplaire unique [953Y, c/n 2] construit en Californie en 1931 avec un moteur LeBlond 5D.

## Ace 300
Exemplaire unique [952Y, c/n 1] construit en Californie en 1931 avec un moteur Salmson AD-9